# Лауренберг
Лауренберг, Лауренбург, Зиге фон Лауренберг, Зиге фон Лауренбург(нем. Sege von Laurenberg, Sege von Laurenburg) — русский дворянский род.

## Происхождение и история рода
Происходит из Германии, с берегов Рейна, известен с начала XV в. В конце XVII в. Лауренберги поселились в Голландии, откуда Христофор Зеге-фон-Лауренберг выехал в Швецию, где служил в военной службе, а потом поселился на острове Эзеле. Его сын Сигизмунд (умер в 1788 г.) был инженер-генерал-майором; два его сына убиты в 1790 г. в войне со шведами.
Род Зеге-фон-Лауренберг внесен в дворянский матрикул острова Эзеля и в VI часть родословной книги Саратовской губернии.

## Описание герба
Щит разделен на четыре части, из коих в первой и четвертой в золотом поле изображены по три голубые лилии. Во второй и третьей части в серебряном поле по одному лавровому венцу.
Щит увенчан обыкновенным Дворянским Шлемом с Дворянскою на нем Короною, на поверхности которой золотом означены два орлиные Крыла и между ними шестиугольная Звезда. Намет на щите золотой, подложенный зеленым. Герб рода Зеге фон Лауренбергов внесен в Часть 3 Общего гербовника дворянских родов Всероссийской империи, стр. 110.

## Известные представители
- Зеге-фон-Лауренберг, Семён Христофорович (1734—1788) — русский военный, инженер-генерал-майор, архитектор, член Рижской инженерной команды.